# Rönnebeck

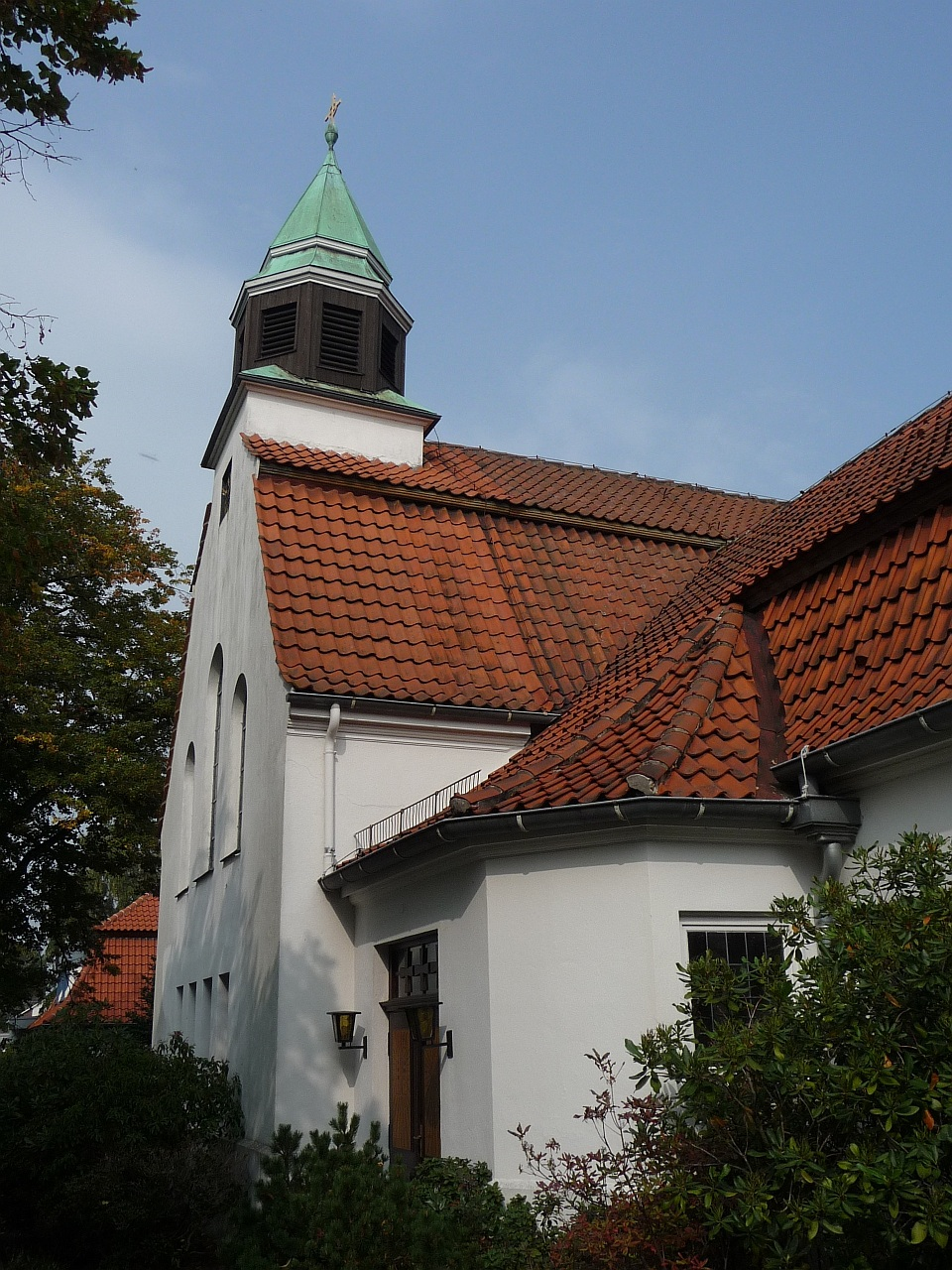
Ev.-ref. Kirche Rönnebeck-Farge

Rönnebeck ist ein Ortsteil des Bremer Stadtteils Blumenthal innerhalb des Stadtbezirks Nord. Es hat eine Fläche von 243 ha.

## Geschichte

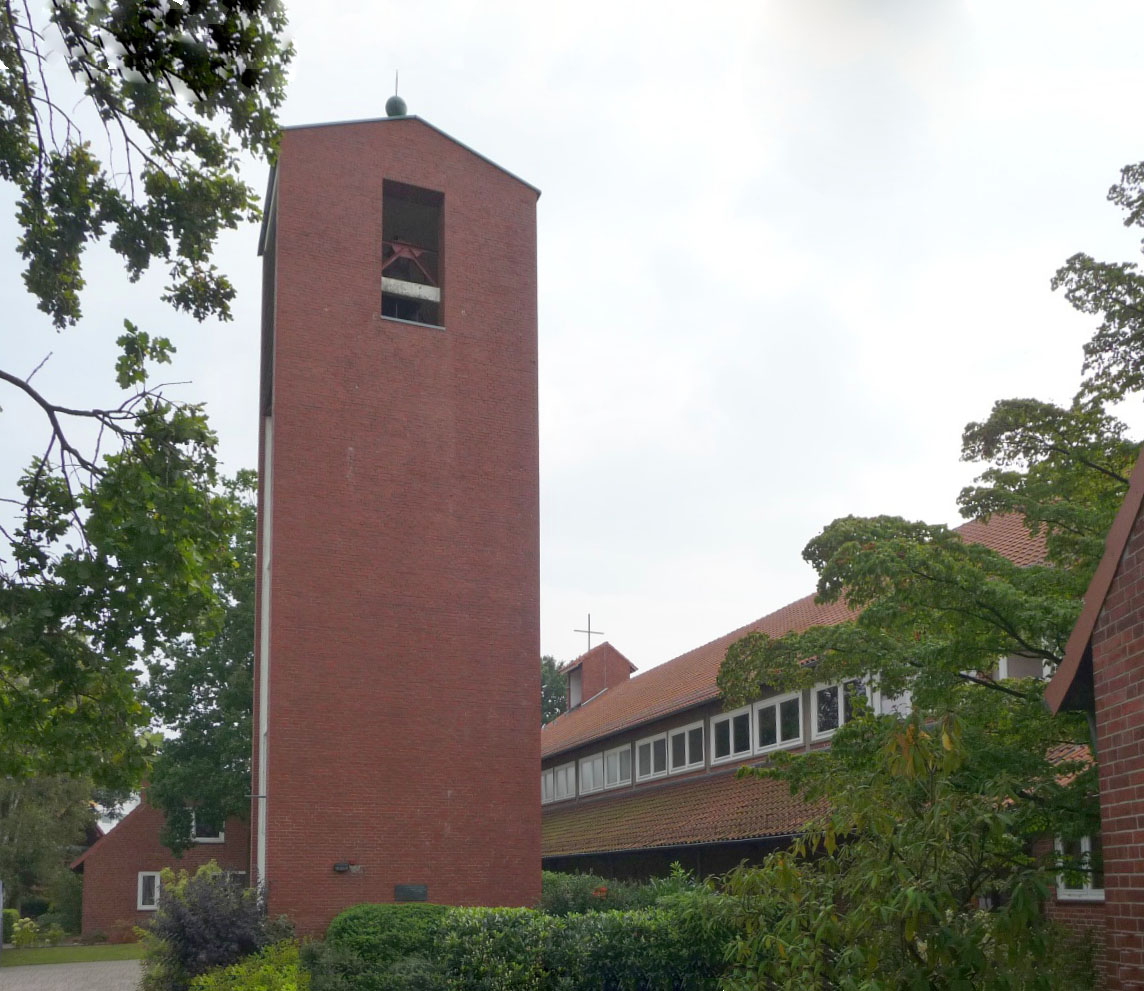
Ev.-luth. Paul-Gerhardt-Kirche

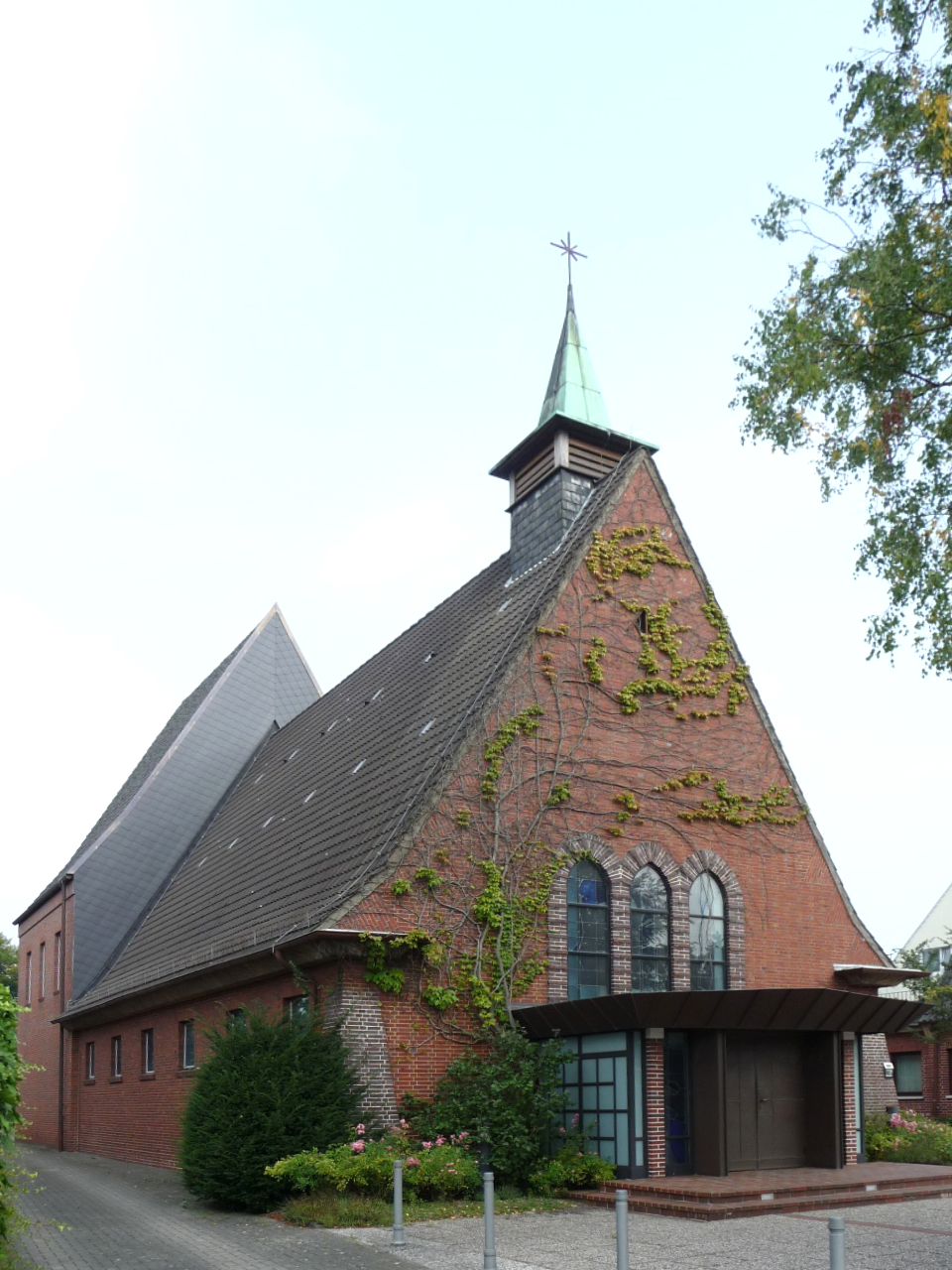
Ehemalige kath. Christ-König-Kirche

Der Name (Auf dem Ronnebeeke, etwa: Siedlung an der Bach„rinne“) wurde 1586 zuerst erwähnt.
Die auf der Dorfgemarkung von Lüssum entstandene Gemeinde Rönnebeck war lange Zeit ein Teil des Amtes Blomendal. Bis 1714 gehörte es zu Schweden, bis 1866 zu Hannover, bis 1939 zu Preußen.

Auf den Düllen (Dillichstraße) war die 1586 erwähnte Bezeichnung von Neu Rönnebeck.
1902 wurde die Freiwillige Feuerwehr Rönnebeck gegründet. 1908 wurde Rönnebeck nach Blumenthal eingemeindet, 1923 ebenso Neurönnebeck. 1939 wurde Blumenthal (und damit Rönnebeck) durch die Vierte Verordnung über den Neuaufbau des Reichs der Freien Hansestadt Bremen zugeschlagen. Seit 1946 gehört Rönnebeck zum Bremer Stadtteil Blumenthal.
Das zuständige Kirchspiel war ursprünglich Lüssum, dessen alte Kirche im Bereich des später gebildeten Blumenthal lag. 1904/05 wurde in Farge die ev. reformierte Kirche Rönnebeck-Farge nach Plänen der Architekten Abbehusen und Blendermann gebaut, zu deren Bereich von da an Rönnebeck kirchlich gehörte. Die Kirchengemeinde nennt sich Rönnebeck-Farge. In dieser Gemeinde hat der Schriftsteller Manfred Hausmann als Prediger mitgewirkt. 1956 wurde die Kirche der u. a. durch den Zuzug von Flüchtlingen neu gegründeten evangelisch-lutherischen Paul-Gerhardt-Gemeinde Rönnebeck-Farge geweiht. Der erste katholische Gottesdienst wurde schon 1850 im Haus der Familie Montag in der Dillener Str. 81 gefeiert. Seit 1890 zogen mit der Industrialisierung immer mehr Katholiken nach Neurönnebeck. Erst 1930 wurde die katholische Kirche Christ König geweiht, die 2019 wieder geschlossen wurde.

## Bevölkerungsentwicklung
1813: 480 Einwohner

1885: 694 Einwohner

1905: 1.690 Einwohner

1974: 4.603 Einwohner

1995: 4.693 Einwohner
2004: 4.619 Einwohner (Stand 31. Dezember 2004)

## Verkehr
Rönnebeck wird durch die seit 11. Dezember 2011 in die Regio-S-Bahn Bremen/Niedersachsen einbezogenen Bahnhöfe Turnerstraße und Kreinsloger per Eisenbahn sowie durch die Buslinien 90 bis 92 sowie 96 und die Nachtbuslinie N7 der Bremer Straßenbahn AG (BSAG) erschlossen. In Rönnebeck liegt der für Bremen-Nord zuständige BSAG-Betriebshof in der Ermlandstraße.
Entlang der Weser verläuft ein reizvoller Wander- und Radweg, der auch Zugang zum Dillener Park bietet.
Der Rönnebecker Hafen genannte Sportbootliegeplatz am ehemaligen Ausfluss der Flethe liegt im Ortsteil Blumenthal.

## Wirtschaft
Rönnebeck war seit dem 18. Jahrhundert ein wichtiger Schiffbauort. Hier waren im Laufe der Zeit – oft nacheinander am gleichen Platz – ca. 20 Werften beheimatet, so die von C. Diercks & Co., die von Hinrich Oltmann 1847 gegründete, bis 1919 bestehende Holzschiffswerft, die Werft von Fritz Oltmann (1950, 1956 übernommen durch den Krupp-Konzern), die Werft von C. Pape (1951–1971), auf der Küstenmotorschiffe gebaut wurden, die 1971 gegründete Karl Sarstedt OHG, bei der u. a. Ölauffangschiffe (MPOSS - Pollution Control Vessel) und Sektionen für den Bremer Vulkan gebaut wurden, und die 1983 gegründete Schiffswerft Blumenthal GmbH. Auch zahlreiche Schiffseigner wohnten in Rönnebeck. Ferner existierte hier um 1860 eine Schiffsseilfabrik und um 1830 eine Stärkefabrik.
Die 1871 von Werner Dewers gegründete Gelbgießerei, die seit 1882 von seinem Sohn Hinrich geführte H. Dewers Maschinen- und Armaturenfabrik, übernahm 1927 die Eisengießerei und Maschinenfabrik Friedrich Schwarting, überstand die Weltwirtschaftskrise durch Marineaufträge und lieferte bis zu ihrer Schließung Armaturen für den Schiff-, Kessel-, Lokomotiv- und Maschinenbau. Sie beschäftigte bis zu 350 Menschen.
1867 wurde von Kapitän Louis Wieting die Rönnebecker Brauerei GmbH (1887–1920 Brauerei Louis Wieting) am Hafen gegründet. 1894 kaufte Gorg Schlätzer die Brauerei, die Peter Schlätzer in einen Getränkegroßhandel umwandelte. In einem Stollen (Eiskeller) am Dillener Park wurde früher das Eis für die Brauerei gelagert.
Alle diese Betriebe existieren heute nicht mehr.

## Persönlichkeiten
- Hinrich Dewers (1856–1941), Unternehmer und Gemeindevorsteher von Rönnebeck
- Manfred Hausmann (1898–1986), Schriftsteller, wohnte seit 1950 in Rönnebeck
- Alma Rogge (1894–1969), Schriftstellerin, wohnte seit 1939 in Rönnebeck
- Louis Wieting (1819–1883), Walfangkapitän, Reisender in Ostasien, Kaufmann, Brauer
- Louis Wieting (1850–1915), Kapitän und Pionier der Schifffahrt in Sibirien.[6]